# Laagensee

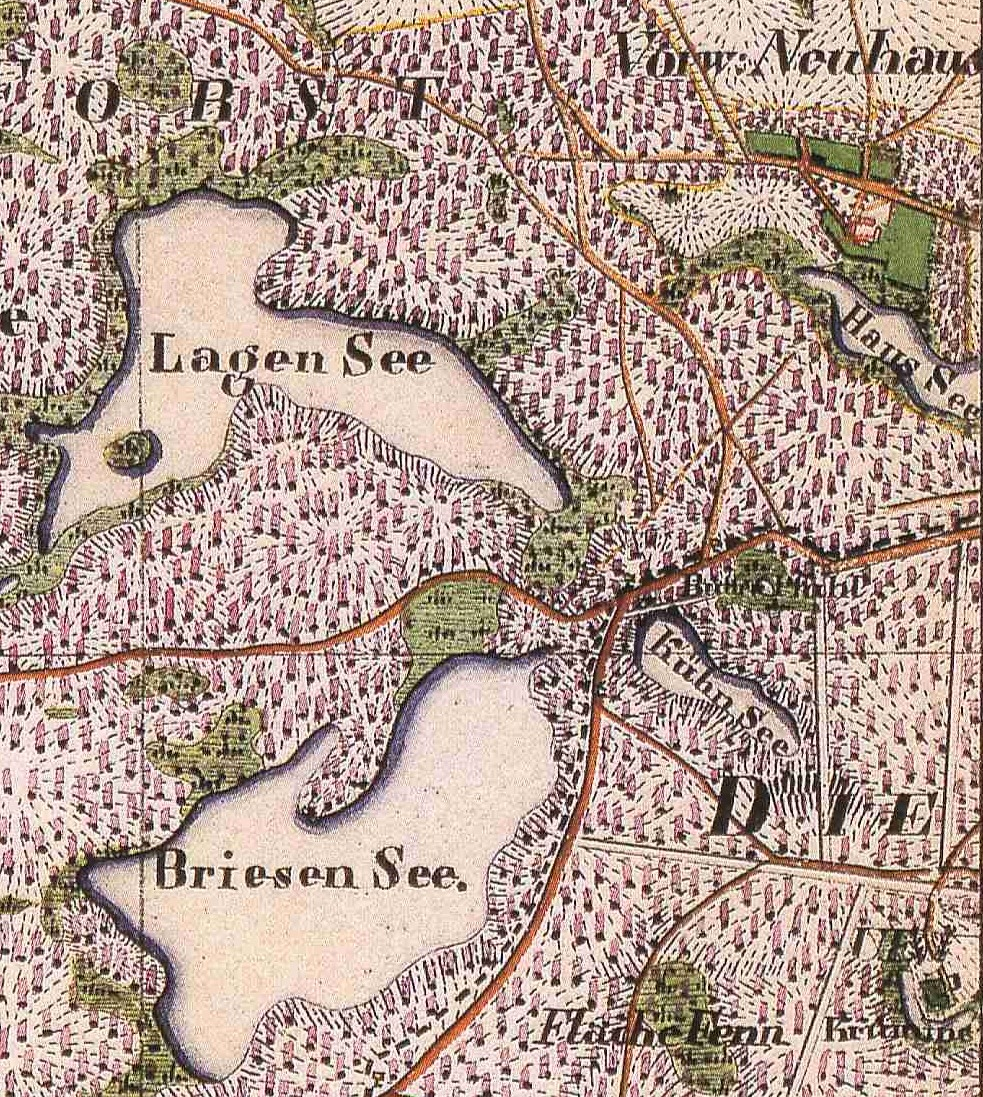
Neuhaus mit Briesensee, Laagensee (Lagensee) und Kiehnsee (Kühnsee) auf dem Urmesstischblatt 2948 von 1826

Der Laagensee ist ein natürlicher See auf der Gemarkung von Steinhöfel, einem Ortsteil der Stadt Angermünde im Landkreis Uckermark (Brandenburg). Es handelt sich um einen Fließsee mit einem kleinen Einzugsgebiet und nur einem episodischen Abfluss.

## Lage
Der Laagensee liegt ca. 700 m südwestlich (östliche Lanke) bzw. rd. einen Kilometer westlich (nördlicher Seeteil) von Neuhaus und 4,7 km südwestlich vom Ortskern von Steinhöfel. Südlich des Laagensees liegt der Briesensee, ostsüdöstlich Warnitzsee und Schönebergsee, dazwischen der klein Kiehnsee. Poratz liegt 1,1 km südwestlich vom Südende der westlichen Lanke.
Der Laagensee liegt vollständig auf der Gemarkung Steinhöfel, bzw. der früheren Gemarkung Neuhaus (vor der Vereinigung mit der Gemarkung Steinhöfel). Der See ist völlig von Wald umgeben. Westlich von Neuhaus ist das Ufer des Laagensees über einen Feldweg zu erreichen.

## Hydrographie und Ökologie
Hinter der Angermünder Eisrandlage der letzten Kaltzeit (Weichsel-Kaltzeit) wurden Grundmoränen abgelagert, die der Landschaft eine kuppige Morphologie geben. In diese Grundmoränen sind Schmelzwasserrinnen eingetieft, die sich noch unter dem Eis gebildet hatten. Sie sind mit fluviatilen Sedimenten verfüllt, zum Teil sind sie aber auch noch als morphologische Rinnen erhalten. Innerhalb einer Schmelzwasserrinnen liegt auch der Laagensee. Er gehört zum Naturschutzgebiet Poratzer Moränenlandschaft.
Der Laagensee ist durch zwei winklig nach Süden divergierenden Ausläufern (Lanken) stark gegliedert. Die westliche Lanke ist vom Nordende gemessen 960 Meter lang, die östliche Lanke etwa 920 m lang. Die maximale Breite beträgt 820 Meter. Die Südenden der beiden Lanken  nach Süden sind rd. einen Kilometer voneinander entfernt. Der Laagensee hat im Nordosten einen Zufluss, ein wasserarmes Fließ, das nördlich des Sees bei Grundwasserhöchstständen auch vor der Mündung des Sees offene Wasserflächen bilden kann. Der Abfluss in den Briesensee ist episodisch.
Die zwei Ausläufer nach Süden (Lanken) schließen den fast 80 m hohen Laagenberg ein, der als Halbinsel in den See vorstößt. Im heutigen See sind keine Inseln vorhanden. Das Urmesstischblatt von 1826 zeigt jedoch in der westlichen Lanke eine Insel, die heute nicht mehr vorhanden ist. Möglicherweise war damals der Seewasserspiegel niedriger als heute.
Der Laagensee ist ein Fließsee mit einem kleinen Einzugsgebiet. Die Seefläche beträgt etwa 40,5 ha, nach anderen Angaben nur 39 ha Der See wird von einem namenlosen Fließ von Nordosten und kleineren Quellen in Ufernähe gespeist. Er hat einen episodischen Abfluss in den Briesensee. Der verrohrte Abfluss wurde in den Jahren nach 2000 höher gelegt, sodass der Seespiegel leicht gestiegen und seither annähernd stabil ist. Der See ist bis 4,5 m tief, der Seespiegel liegt auf etwa 61 m ü. NHN. Der Wasserkörper ist nicht geschichtet. Der See ist hocheutroph. Das Wasser ist von grünlich-brauner Farbe und besitzt nur einen geringen Kalkgehalt.
Der Seegrund des Laagensees weist nur noch einen geringen Bewuchs an Wasserpflanzen auf. Zwar gibt es noch einige Arten, die an die eutrophen Bedingungen gut angepasst sind. Die Vorkommen sind jedoch sehr zerstreut. So wachsen noch bis in 3,0 m Tiefe. Quirliges Tausendblatt (Myriophyllum verticillatum) und Ähriges Tausendblatt (Myriophyllum spicatum) sowie Spiegelndes Laichkraut (Potamogeton lucens) und Schwimmendes Laichkraut (Potamogeton natans). Die Verlandungszonen aus Schwimmblattpflanzen, Röhrichten und Verlandungsmooren sind ökologisch besonders schützenswert. An Fischen kommen Bitterling (Rhodeus amarus), Europäischer Schlammpeitzger (Misgurnus fossilis) und Karausche (Carassius carassius) vor.

## Geschichte
Zwei ältere Namensbelege von 1744 und 1767/87 lauten Lange See. Die nächstjüngeren Belege von 1826 und 1885 sind dagegen Lagen See und Laagen-See. Es ist nun nicht ganz klar, welche Namensbelege verschrieben sind. Nach Wauer spricht der Flurname Laagenberg in der Nähe des Sees eher dafür, dass erstere Belege verschrieben sind. Dann fällt die Deutung aber schwer. Wauer gibt eine aplb. Grundform *Lav'n- zu urslawisch *lava Bank als mögliche Deutung an. Die Bedeutung der Urform *lava wandelte sich vielfach ab, zu etwa p. langgestreckte Untiefe, Sandbank oder auch Acker oder Wiesenland inmitten eines Waldes in einer Schlucht.
Am 26. April 1945 fand in der Landenge zwischen Laagensee und Briesensee ein kleineres Gefecht zwischen auf dem Rückzug befindlichen Soldaten der Wehrmacht und Soldaten der Roten Armee statt, die hier bereits die Landenge zwischen den beiden Seen besetzt hatten. 30 deutsche Soldaten und eine unbekannte Zahl russischer Soldaten fielen in dem kurzen nächtlichen Gefecht. 1990 wurde ein Gedenkstein für die gefallenen deutschen Soldaten aufgestellt.

## Bewirtschaftung
Der Laagensee wird bewirtschaftet. Eingesetzt sind Karpfen, Weißfische und Marmorkarpfen.